# 白馬鎮 (遂寧市)
白馬鎮（はくばちん）とは、中華人民共和国四川省遂寧市安居区にある鎮である。

## 地理
面積76㎢、人口:約4万3600人、人口密度:574人/㎢

## 行政区画
- 順河社区、白果樹村、花天壩村、陳家溝村、治平寺村、小竜塘村、回竜寺村、立家安村、臥竜橋村、白塔村、竜王塘村、白馬廟村、青峰村、花朝門村、宝泉溝村、廟灘村、清涼寺村、馬家溝村、東溝村、禅林寺村、両路口村、羅家坳村、四方井村、刺桐樹村、石竜廟村、毘廬寺村、長溝村、麻子灘村、黄桶坡村。[2]